# Phleum alpinum
Espèce
Classification phylogénétique
Statut de conservation UICN

 LC  : Préoccupation mineure
Phleum alpinum, la fléole des Alpes, est une espèce de plante herbacée de la famille des Poaceae et du genre Phleum.
Malgré ses noms scientifique et vernaculaire, cette espèce vit à l'état naturel en Europe, en Asie, en Amérique du Nord et en Amérique du Sud, en zone montagneuse.